# Pegomya seitenstettensis
Pegomya seitenstettensis är en tvåvingeart som först beskrevs av Gabriel Strobl 1880.  Pegomya seitenstettensis ingår i släktet Pegomya och familjen blomsterflugor. Arten är reproducerande i Sverige. Inga underarter finns listade i Catalogue of Life.